# Koreai Wikipédia
A Koreai Wikipédia (koreai nyelven: ) a Wikipédia projekt koreai nyelvű változata, egy internetes enciklopédia. A Koreai Wikipédiának 30 adminja, 884 881 felhasználója van, melyből 1 790 fő az aktív szerkesztő. A lapok száma (beleértve a szócikkeket, vitalapokat, allapokat és egyéb lapokat is) 3 358 195, a szerkesztések száma pedig 38 894 609.

## Mérföldkövek
- 2002. október 11. - elindul az oldal
- Jelenlegi szócikkek száma: 532 756 (2021. február 2.)

## Külső hivatkozások
- A Koreai Wikipédia kezdőlapja